# 玄奘
玄奘（602年4月6日—664年3月7日），俗姓陈，名祎，洛州缑氏县（今河南省洛阳市偃师区南境）人，師承印度摩揭陀那烂陀寺戒賢大師，是唐朝三藏法師、中国佛教法相唯識宗奠基人，中國四大翻譯家、汉传佛教最伟大的譯經師之一。由其口述、弟子辯機撰文的《大唐西域記》為研究古印度史的重要文獻。

## 生平

### 早期生活
玄奘曾祖陳欽曾任东魏上党（今山西长治）太守，祖父陈康为北齐國子監博士官，父亲陈惠在隋初曾任江陵县令，大业末年辞官隐居。三位兄長中，二哥陳素早年於洛阳净土寺出家，號长捷法师。
少时家境困难，隨长捷法师住净土寺。十一岁（613年）就熟讀《妙法蓮華經》、《维摩詰經》。十三岁遇（615年）洛阳度僧，玄奘向被派來考查的大理卿鄭善果表示自己出家的目的是「意欲远绍如来，近光遗法」，而被破格入选。玄奘出家後見諸位沙彌聚集放逸，大談戲論，於是告訴諸位沙彌說：「經中不是這樣說嗎！『出家之人是為了求證無為法。』豈能再像無知小兒一般一直嬉戲，徒然浪費一生光陰。」其間听景法师讲《涅槃經》，執卷閱讀愛不釋手、廢寢忘食，隨从严法师学《攝大乘論》，一次讀完，再覽沒有遺漏。
隋炀帝大业末年，兵乱饥荒，618年隋亡唐立，玄奘提議长捷法师同往长安參學，後得知当时名僧多在蜀地而又改往成都，於蜀听宝暹讲《摄论》、道基讲《杂心论》、惠振讲《八犍度论》。三、五年间，究通诸部，声誉大著。唐高祖武德五年（622年），玄奘在成都（据传在成都大慈寺）受具足戒，學律五篇七聚。
武德七年（624年）玄奘與商人結伴沿江东下参学。先到荆州天皇寺讲《摄论》、《杂心》，淮海一带名僧闻风前来聽講。六十高龄的大德智琰对他执礼甚恭。讲毕再次北上尋覓先德參學，至相州訪休法師質問疑惑滯礙之法，继往赵州从道深学《成實論》，又到扬州听惠休讲《杂心》、《摄论》。贞观元年（627年），重遊长安學習外文和佛學。先後从道岳、法常、僧辩、玄会诸师钻研《摄论》、《俱舍論》、《涅槃论》，很快就穷尽各家学说，才能倍受称赞，誉满兩京。仆射萧瑀奏请令他住庄严寺。

### 西行求法
玄奘有感各地佛理說法不一，特别是当时流行的攝論師、地論師两家有关法相之说也多有乖違，因此渴望得到总赅三乘学说的《瑜伽师地论》以解疑惑，于是决心上表朝廷前往天竺（今印度）求法，因一直得不到唐朝發放的过所（护照），遂於貞觀三年（629年）毅然由長安出發、前往天竺。經八百里莫河延蹟到高昌國時，遇高昌王麴文泰禮重供養，復欲強留以為國之導師，玄奘拒絕無果後，「水漿不涉於口三日，至第四日，麴文泰发覺玄奘氣息漸惙，深生愧懼，乃稽首禮謝」，王遂與玄奘結為異姓兄弟，相盟自天竺返國時更住高昌三載受其供養，講經說法。離開高昌後，玄奘沿著西域諸國越過帕米尔高原，在經歷異常險惡後，終至天竺。
玄奘至摩揭陀國王舍城，向那爛陀寺住持戒賢（護法之徒、世親的再傳弟子）請學瑜伽師地論，五年間聽《瑜伽》三遍，《順正理》一遍，《顯揚》、《對法》各一遍，《因明》、《聲明》、《集量》等論各二遍，《中》、《百》二論各三遍。《俱舍》、《婆沙》、《六足》、《阿毘曇》等已在前來路上於迦濕彌羅諸國聽過。 後又去巡禮東印、南印、西印。
在天竺的十多年間，玄奘求教許多著名高僧，又向隱居杖林山的勝軍（Jayasena）居士学习《唯識決擇論》、《意義理論》、《成無畏論》、《不住涅槃論》、《十二因緣論》、《莊嚴經論》等，諮問《瑜伽》、《因明》諸疑。返回那爛陀寺後，受命代戒賢大師講授《攝大乘論》和《唯識抉擇論》。
貞觀十七年（643年）學成後，立真唯識量論旨，在曲女城無遮法會上等待十八天，無人辯難、不戰而勝，由此名聲鵲起、威震天竺，被當時大乘行者譽為摩訶耶那提婆（羅馬化：Mahāyānadeva，意即「大乘天」），被小乘佛教徒譽為木叉提婆（羅馬化：Mokṣadeva，意即「解脫天」）。

### 翻译经文
曲女城大會後，玄奘啟程東歸，帶回657部佛經。贞观十九年（645年）正月回到长安時受到唐太宗热烈欢迎。玄奘初见太宗时即表示欲往嵩山少林寺译经，但卻被指定住於长安弘福寺，在太宗大力支持下，當年六月開始譯經，貞觀二十二年（648年）依皇太子（後來的唐高宗）之請更於長安城内另建大慈恩寺（設翻經院）並充任上座，高宗永徽三年（652年）玄奘在慈恩寺的西院增筑五层塔，用以贮藏自天竺携来的经像，即今大雁塔前身。
玄奘在京時每天要应付来自朝臣权贵的访问和供养，最终使其身心疲惫。显庆二年（657年）五月，高宗下敕「其所欲翻经、论，无者先翻，有者在后」，法師未從。九月，玄奘借陪驾洛阳的机会，请求入住少林寺，「望乞骸骨，毕命山林，礼诵经行，以答提奖」，高宗拒絕。直至顯慶四年（659年），高宗方允玄奘往今西安北部约150公里的铜川市玉華宮（後改為玉華寺）翻譯經典，同年十月，法師從京發向玉華。
據統計，玄奘一生所翻經論合75部、1335卷 ，參與譯經的優秀成員來自全國及東亞。這些佛經還传往朝鲜半岛、越南和日本。玄奘依翻譯佛典與對經文的闡釋而開創了中國法相唯識宗，學說深深地影響了其他宗派。

### 考古證驗
玄奘口述、弟子辯機筆撰的《大唐西域记》堪称中国历史上的经典游记。尤有甚者，由於印度历史纪录缺乏，此書更成為研究古天竺地理历史時不可或缺的文献、允為瑰寶，近現代以來，根據該書所載而進行之考古遺跡挖掘，更證明玄奘當時所述真實可信。

### 鳳棲原野
高宗龙朔三年（663年）十月玄奘译完最后一部佛典《大般若经》后感慨說：「吾來玉華，本緣《般若》，今經事既終，吾生涯亦盡...」然經不住譯經大德與弟子們再三懇請，次年（麟德元年，664年）正月朔一日玄奘再開譯《大寶積經》，但僅翻譯第一段即感力不從心，便說道：「此經部軸與《大般若》同，玄奘自量氣力不復辦此，死期已至，勢非賒遠...」就此罷筆。
高宗麟德元年正月九日玄奘在屋後水溝摔倒，之後病情急轉直下，二月六日子时（664年3月8日0～1时）圓寂，享壽六十二(或六十五，尚有爭議)。初葬白鹿原，高宗總章二年（669年）遷葬少陵原（又称凤栖原），建舍利塔與兴教寺。

## 譯作
〔經藏〕
- 大般若波羅蜜多經（含大品、小品、文殊、金剛、理趣等般若經）
- 能斷金剛般若波羅蜜多經（另有羅什等譯本）
- 般若波羅蜜多心經（另有施護等譯本）
- 大菩薩藏經（是大寶積經菩薩藏會，菩薩藏正法經是同本異譯 ）
- 大乘大集地藏十輪經（大方廣十輪經是同本異譯)
- 顯無邊佛土功德經（是華嚴經壽量品異譯）
- 說無垢稱經（另有羅什等譯本）
- 解深密經（另有菩提留支等譯本）
- 分別緣起初勝法門經（緣生初勝分法本經是同本異譯）
- 藥師瑠璃光如來本願功德經（另有義淨等譯本）
- 稱讚淨土佛攝受經（阿彌陀經是同本異譯）
- 甚希有經（無上依經第一品、未曾有經是同本異譯）
- 最無比經（希有校量功德經是同本異譯）
- 稱讚大乘功德經（決定業障經是同本異譯）
- 如來示教勝軍王經（諫王經等是同本異譯）
- 不空羂索神呪心經（另有闍那崛多等譯本)
- 十一面神呪心經（另有耶舍崛多等譯本)
- 呪五首經
- 勝幢臂印陀羅尼經（妙臂印幢陀羅尼是同本異譯）
- 諸佛心陀羅尼經
- 拔濟苦難陀羅尼經
- 八名普密陀羅尼經
- 持世陀羅尼經（雨寶陀羅尼經等是同本異譯）
- 六門陀羅尼經
- 佛地經
- 受持七佛名號所生功德經
- 佛臨涅槃記法住經
- 寂照神變三摩地經
- 緣起聖道經（貝多樹下經等是同本異譯，出阿含經）
- 緣起經（出阿含經）
- 本事經
- 天請問經

〔律藏〕
- 菩薩戒本（出瑜伽論本地分菩薩地，與曇無讖等同本異譯）
- 菩薩戒羯磨文（出瑜伽論本地分菩薩地）

〔論藏〕
- 佛地經論，親光等造
- 瑜伽師地論，彌勒說（決定藏論是卷五十一至五十四之異譯）
- 瑜伽師地論釋，最勝子等造
- 顯揚聖教論，無著造
- 顯揚聖教論頌，無著造
- 王法正理論，彌勒造（另有不空譯出《佛為優填王說王法政論經》）
- 大乘阿毘達磨集論，無著造
- 大乘阿毘達磨雜集論，安慧糅
- 廣百論本，聖天造
- 大乘廣百論釋論，護法釋
- 攝大乘論本，無著造（另有真諦等譯本）
- 攝大乘論世親釋（另有真諦等譯本）
- 攝大乘論無性釋
- 辯中邊論頌，彌勒造
- 辯中邊論，世親造（中邊分別論是同本異譯 )
- 大乘成業論，世親造（業成就論是同本異譯）
- 因明正理門論本，陳那造（另有義淨譯本 )
- 因明入正理論，商羯羅主造
- 唯識二十論，世親造（另有真諦等譯本 )
- 唯識三十論，世親造
- 成唯識論，護法等造
- 大乘掌珍論，清辯造
- 大乘五蘊論，世親造
- 觀所緣緣論，陳那造（無相思塵論是同本異譯 )
- 大乘百法明門論，世親造
- 阿毘達磨發智論，迦多衍尼子造（阿毗曇八犍度論是同本異譯 ）
- 阿毘達磨法蘊足論，目犍連造
- 阿毘達磨集異門足論，舍利子說
- 阿毘達磨識身足論，提婆設摩造
- 阿毘達磨品類足論，世友造（眾事分阿阿曇等是同本異譯 ）
- 阿毘達磨界身足論，世友造
- 阿毘達磨大毘婆沙論，五百大阿羅漢等造（另有浮陀跋摩等譯本)
- 阿毘達磨俱舍論本頌，世親造（另有真諦譯本 )
- 阿毘達磨俱舍論，世親造（另有真諦譯本 )
- 阿毘達磨順正理論，眾賢造
- 阿毘達磨顯宗論，眾賢造
- 入阿毘達磨論，塞建地羅造
- 五事毘婆沙論，法救造（品類論辯五事品之註釋）
- 異部宗輪論，世友造（另有真諦等譯本 )

〔其他〕
- 大阿羅漢難提蜜多羅所說法住記

〔勝論〕
- 勝宗十句義論，慧月造

## 名号
| 俗家姓名 | 俗家姓名     | 陈祎                                                         |                                       |
| 法号     | 法号         | 玄奘                                                         | 隋大业八年（612年）净土寺入僧籍时所起 |
| 尊号     | 大乘佛教尊称 | - 汉语音译：摩诃耶那提婆 - 天城文：महायानदेव - 汉语意译：大乘天 | 曲女城大会后获奉尊号                  |
| 尊号     | 部派佛教尊称 | - 汉语音译：木差提婆 - 天城文：मोक्षदेव - 汉语意译：解脱天      | 曲女城大会后获奉尊号                  |
| 谥号     | 谥号         | 大遍觉                                                       | 唐中宗追谥                            |

## 玄奘生日
《大唐大慈恩寺三藏法師傳》卷十紀載，高宗顯慶五年(660年)至龍朔三年(663年)期間，玄奘翻譯大般若經，曾對玉華寺僧眾說道：「玄奘今年六十有五，必當卒命於此伽藍…」，依此推算玄奘生年應不晚於隋文帝開皇十六至十九年(596~599)年。

## 评价
道宣在《续高僧传》指出玄奘西行有「宣述皇猷」之效，玄奘说唐太宗「握乾符，清四海，德笼九域，仁被八区，淳风扇炎景之南，圣威镇葱岭之外」。
玄奘回國後翻譯了數千卷的佛经，其與鳩摩羅什在翻譯風格上的差異，可從金剛經（大般若經第九會能斷金剛分）、維摩詰經及阿彌陀經等對比而知。陳寅恪認為玄奘譯文過於艱澀生硬，遠不如鳩摩羅什者通俗易讀；黃念祖居士謂：「羅師乃七佛譯師，應秦人尚簡之機，所譯文約義豐，精妙暢達，至理圓彰。玄奘大師之譯經，準確完備，力保原面，雖篇幅稍增，而原語具存，辭義詳明，可免誤解杜撰之弊。」
日本語中有句格言提及玄奘：「弘法奪『大師』之名，秀吉奪『太閤』之名，玄奘奪『三藏』之名」（大師は弘法に奪われ、太閤は秀吉に奪わる，そしてまた三蔵は玄奘に奪わる）。

## 玄奘顶骨舍利
一般认为，玄奘顶骨舍利现供奉于九處，分属中國大陸、台灣、日本、印度，有不少学者撰文论证此观点。
1944年玄奘顶骨舍利在南京被意外發現後，部分被掠夺到日本並安放在东京佛教联合会所在的增上寺，後为躲避戰火改置埼玉慈恩寺。第二次世界大战结束，在慈恩寺寄居的日本佛教联合会顾问水野梅晓就舍利是否归还征求蒋中正的意见，蒋答复说：「顶骨不用归还了，中日合作在于文化交流，能在日本弘扬三藏法师的遗德，我感到很高兴，而且，因为祀奉之地是和法师有一些因缘的地方，所以我觉得可以把这里定为祀奉之地。」日本佛教界决定将顶骨供奉於慈恩寺。1949年，日本东部铁道公司根浸先生捐赠十六吨重花岗岩，在多方协助下开始修建玄奘塔，1953年5月落成。1980年，慈恩寺取出部分舍利，由住持大岛法师赠予奈良法相宗药师寺高田法师。1981年，药师寺举行玄奘三藏院落成典礼。
台灣玄奘寺的頂骨舍利係於1955年自日本慈恩寺迎回供奉，而玄奘大學的部分則為1998年自南京迎回。
印度那爛陀大學所供奉者係於1955年迎自中國。
关于玄奘法师是否迁葬紫阁寺、可政和尚发现玄奘顶骨之事尚存争议（意即日本人在南京发现的玄奘顶骨的真伪尚存争议）。

## 有關圖片

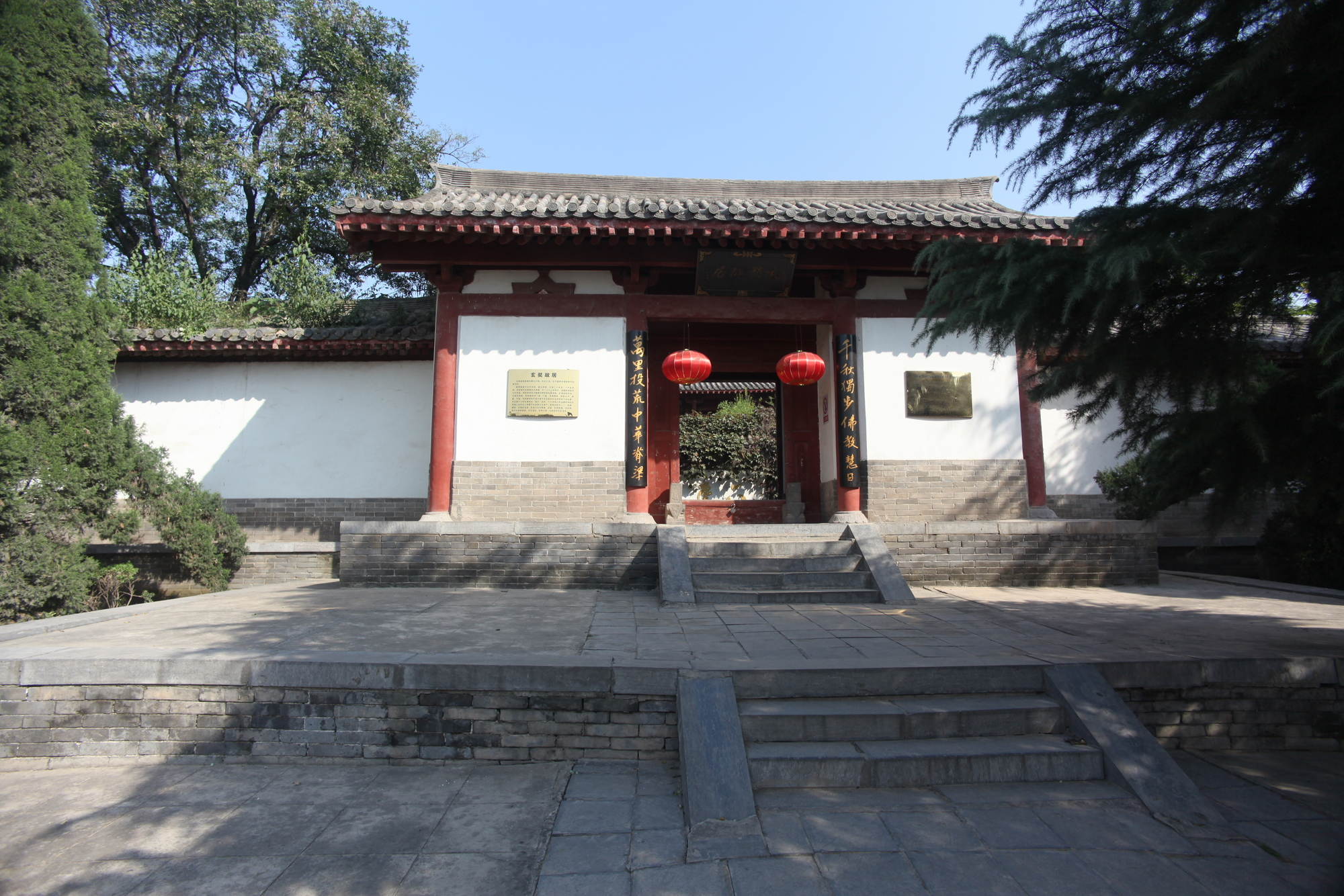
玄奘故居
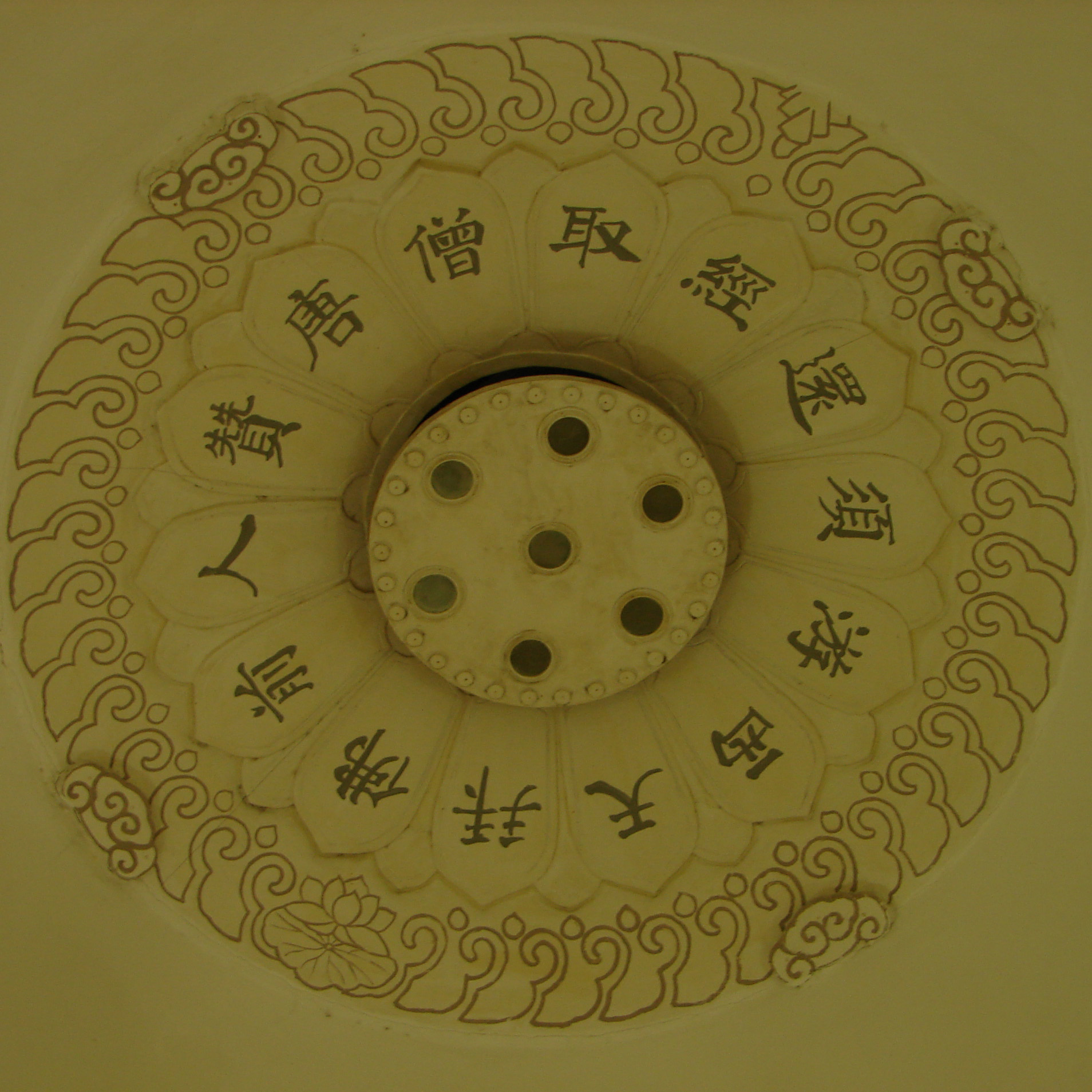
陕西西安大雁塔中的天花板
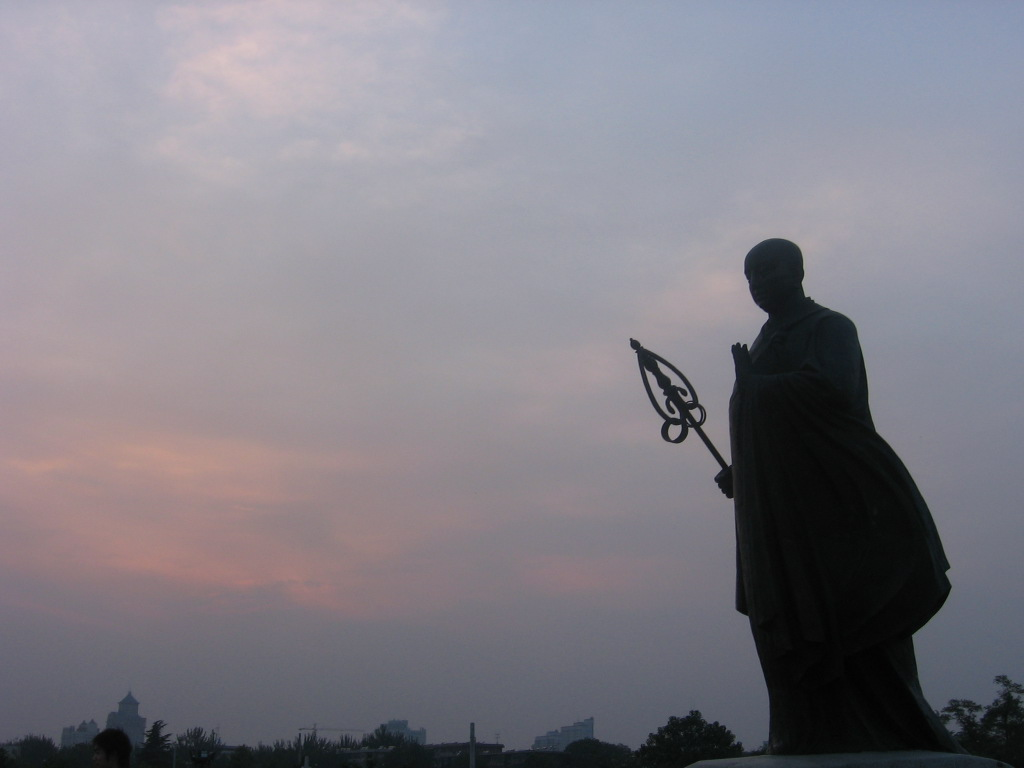
西安大雁塔前玄奘雕像側影
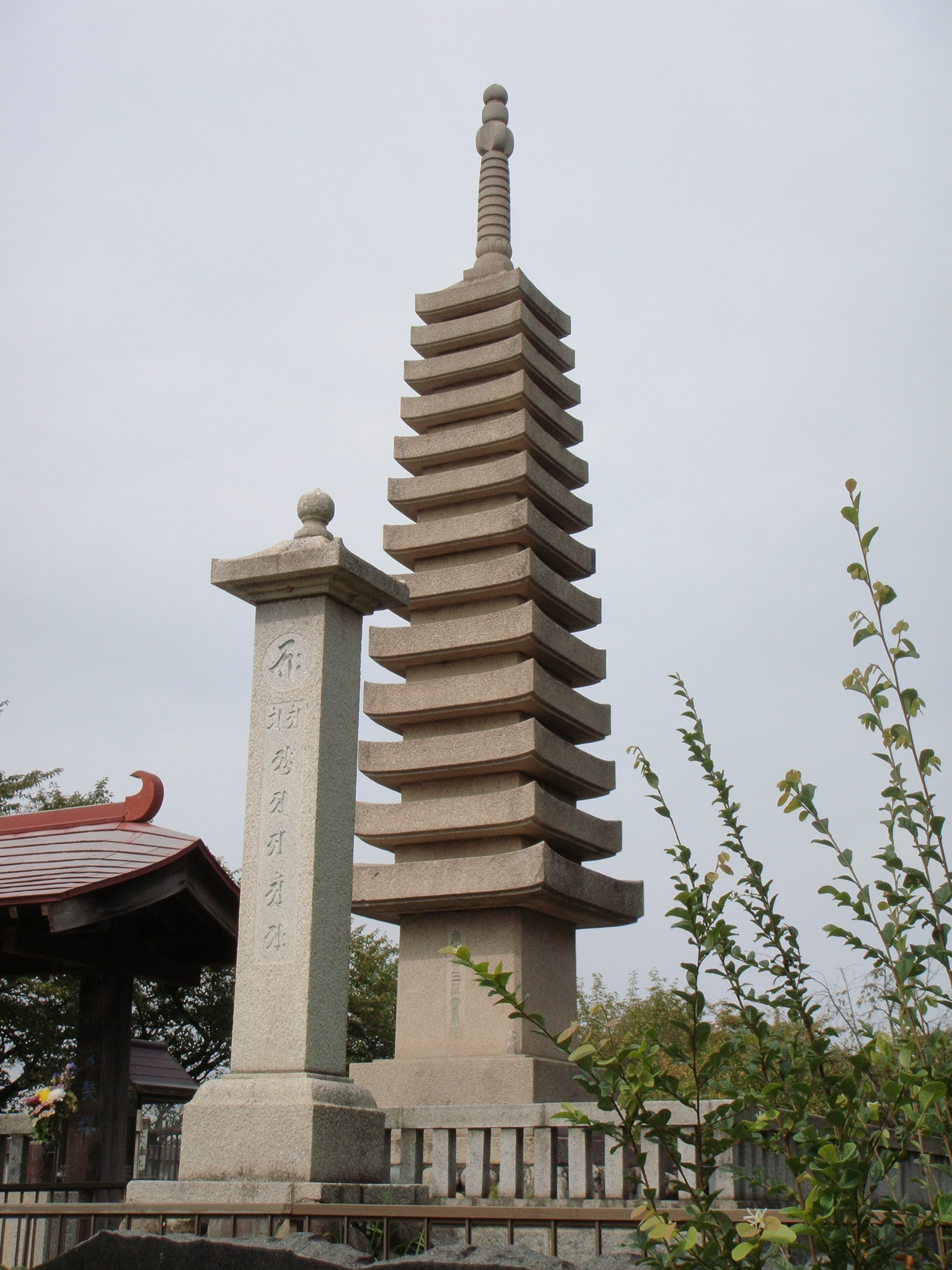
玄奘灵骨塔
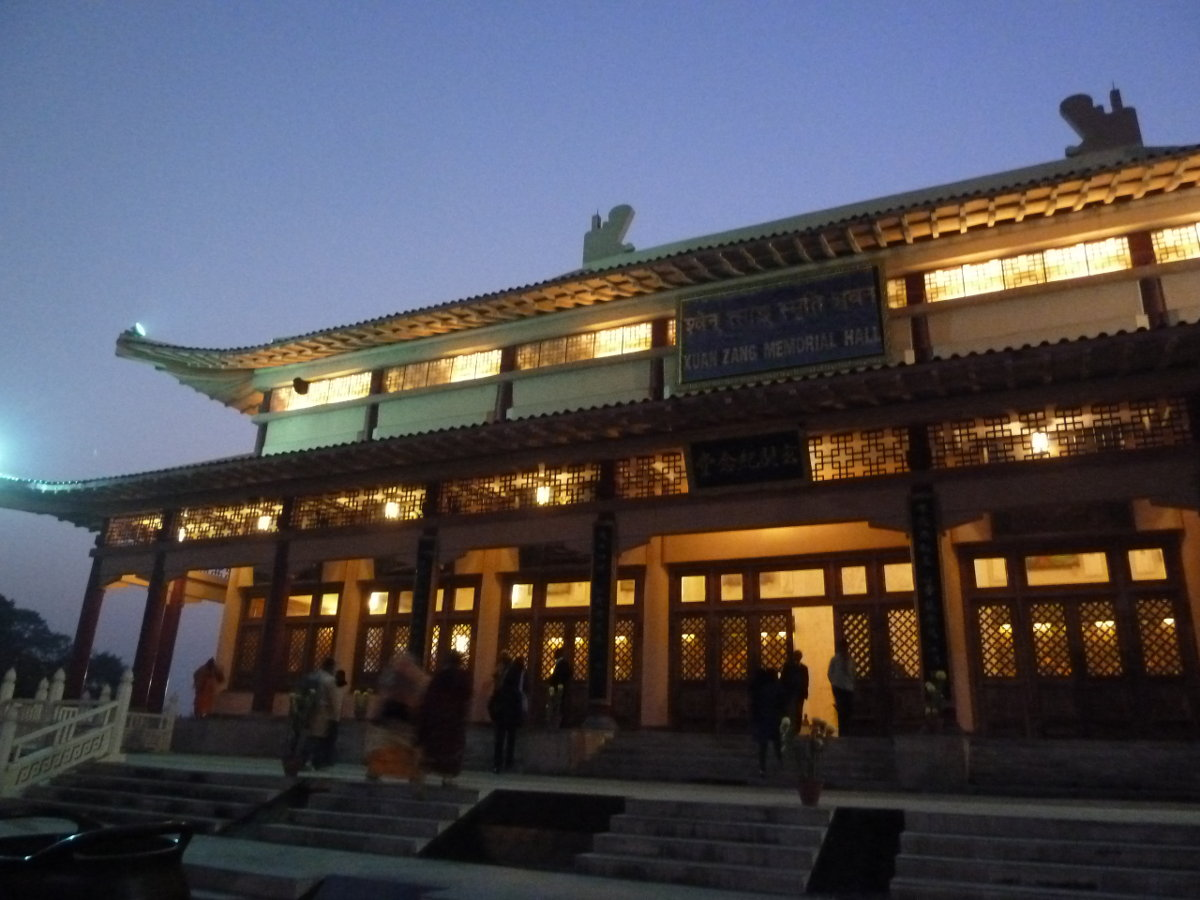
印度那烂陀寺遺址旁的玄奘紀念館，2007年落成
玄奘西行圖，東京國立博物館藏

## 流行文化中的玄奘
- 神魔小說《西遊記》中唐三藏以玄奘三藏為原型。一般人對玄奘的印象多來自《西遊記》。

## 相关文艺作品
孫書云21世紀重走玄奘西行之路，以英文與中文出版遊記《萬里無云》。
玄奘西行1370年纪念之际，大型禅画《玄奘西行途中》（郭德福 绘）被载入《世界美术集》。
2016年，中影集团出品电影《大唐玄奘》，由王家卫监制、邹静之编剧、霍建起执导、黄晓明主演，并代表中国角逐第89届奥斯卡最佳外语片。

### 其他
- 1994年中国大陆电视剧《降妖罗汉》（又名：唐玄奘、大唐西域记），共18集；刘锦源、邓平兰、苏国涛导演，徐少华主演。
- 2007年中国大陆电视纪录片《大唐西游记》，共6集；盛振华、孟纪原、费翔、舒刚导演，陆建艺主演。
- 2009年中国大陆电影纪录片《玄奘大师》，94分钟；金铁木导演，王新源主演。
- 2011年中国大陆电视纪录片《玄奘之路》，共12集；金铁木导演，王新源主演。
- 2015年中国大陆电视纪录片《河南历史文化博览·人物篇之玄奘》，共4集；海金星、周毅导演。
- 2018年中国大陆网络纪录片《一带一路·重走玄奘路》，共4集；六小龄童导演、主演。

## 研究書目
- 中野美代子著，韓昇等譯：《三藏法師》（西安：三秦出版社，1992）。
- 王靜芬：〈以东亚玄奘画像为中心审视圣僧神化历程[]〉。

## 外部連結
- 大慈恩寺三藏法师传 (全文)
- 玄奘法師
- Verses Delineating the Eight Consciousnesses 玄奘--八識規矩頌 ( 英譯 ) （页面存档备份，存于）
- 佛學人名規範檔A000294 （页面存档备份，存于）